# Hypselothyrea scutellata
Hypselothyrea scutellata är en tvåvingeart som beskrevs av Toyohi Okada 1980. Hypselothyrea scutellata ingår i släktet Hypselothyrea och familjen daggflugor. Inga underarter finns listade i Catalogue of Life.